# El falcó maltès (pel·lícula)
El falcó maltès (títol original en anglès The Maltese Falcon) és una pel·lícula dirigida per John Huston l'any 1941. Està doblada al català.

## Argument
El 1593, els cavallers de l'Orde de Malta van decidir obsequiar l'emperador Carles V amb l'estatueta d'un falcó, realitzada en or massís amb incrustacions de pedres precioses, com a senyal de vassallatge en concedir-los-hi el monarca l'ús de l'illa. Tanmateix, aquesta meravellosa joia no va arribar mai a les mans de Carles V, ja que la galera en la qual era transportada va ser assaltada per uns pirates. Quatre-cents anys després, el detectiu privat Sam Spade (Humphrey Bogart) i el seu soci, Archer, accepten l'encàrrec d'una noia que vol esbrinar on es troba la seva germana, que ha desaparegut al costat de Floyd Thursby, un home sense escrúpols.

## Comentaris
Està basada en la novel·la del mateix nom de Dashiell Hammett. És la tercera versió que es portà al cinema després de les de l'any 1931 i el 1936. És la primera pel·lícula de John Huston com a director, com a recompensa de la Warner Brothers després de deu anys com a guionista. Se sol considerar com la pel·lícula que marca el començament del cinema negre.

## Repartiment
- Humphrey Bogart: Sam Spade
- Mary Astor: Brigid O'Shaughnessy
- Gladys George: Iva Archer
- Peter Lorre: Joel Cairo
- Sydney Greenstreet: Kasper Gutman
- Barton MacLane: Tinent Dundy
- Ward Bond: Sargent Tom Polhaus
- Lee Patrick: Effie Perrine
- Jerome Cowan: Miles Archer
- Elisha Cook Jr.: Wilmer Cook
- Walter Huston: Captain Jacobi

## Premis i Nominacions

### Nominacions[2]
- Oscar a la millor pel·lícula (Hal B. Wallis)
- Oscar al millor guió adaptat (John Huston)
- Oscar al millor actor secundari (Sydney Greenstreet)

- The Top 100 Crime Novels of All Time